# Ischnostrangalis apicata
Ischnostrangalis apicata är en skalbaggsart som beskrevs av Holzschuh 1992. Ischnostrangalis apicata ingår i släktet Ischnostrangalis och familjen långhorningar. Inga underarter finns listade i Catalogue of Life.